# حرق الاحتكاك
حرق الاحتكاك هو شكل من أشكال الحروق الناتجة عن احتكاك الجلد بسطحٍ ما.قد يشار أيضًا إلى حرق الاحتكاك بالسلخ أو الاهتراء وقد يسمى نسبة إلى السطح الذي تسبب بالحرق مثل حرق الحبل، حرق السجاد أو حرق البساط. يولد هذا الاحتكاك الحرارة، لذلك قد تؤدي حالات الاحتكاك الشديدة إلى حرق حقيقي للطبقات الخارجية من الجلد. وقد تتعرض الحليمات الجلدية إلى الهواء بعد إزالة الطبقات العلوية من الأدمة ( الطبقة القرنية، الطبقة الحبيبية، الطبقة الشوكية والطبقة القاعدية).
تكشف الحليمات الجلدية أمر غير مريح ومؤلم أيضًا، في حين أنه نادرًا ما يسبب النزيف.قد يكون جلد الشخص ( أو جلد شخص آخر ) كافيًا ليكون بمثابة سطح كاشط يسبب حرق الاحتكاك. يؤدي الاحتكاك مع الأسطح الكاشطة مثل السجاد، الحبال أو الملابس إلى حرق الاحتكاك. إن الاماكن الشائعة التي يمكن أن يحدث فيها كشط أو اهتراء في الجلد هي بين الفخدين وتحت الإبطين.
الحروق الاحتكاكية شائعة جدًا مع الملابس مثل البنطلون على الركبتين بسبب ممارسة الرياضة أو الانزلاق على الأسطح الخشبية. ويمكن أن تحدث حروق الاحتكاك الأقل خطورة بشكل متكرر على أسطح الجلد الحساسة مثل الأعضاء التناسلية أثناء الجماع أو الاستمناء. تشمل مخاطر حرق الاحتكاك : العدوى التي تؤدي إلى الالتهاب. ظهور الندوب المؤقتة أو الدائمة.

## العلاج
معظم حالات حروق الاحتكاك تحتاج إلى القليل من العلاج أو لا علاج لها، في حين أن بعض حالات الحساسية تؤدي إلى تفاقم الحرق.تتضمن علاجات حروق الاحتكاك وضع كريم مضاد للالتهابات. ويمكن ايضًا تناول الأدوية المسكنة للألم.